# Jan Mariański
Jan Mariański (ur. 1 stycznia 1930 w Kowalu, zm. 19 stycznia 2008 w Gdyni) – polski polityk, przewodniczący prezydium Miejskiej Rady Narodowej w Gdyni (1969–1973), poseł na Sejm PRL (1972–1976).

## Życiorys
W 1955 ukończył studia na Politechnice Gdańskiej. Od 1945 należał do Związku Walki Młodych, od 1948 do Związku Młodzieży Polskiej, w 1954 wstąpił do Polskiej Zjednoczonej Partii Robotniczej. W 1963 został zastępcą dyrektora Wojewódzkiej Pracowni Planów Regionalnych w Gdańsku, a w latach 1965–1966 był wiceprzewodniczącym Wojewódzkiej Komisji Planowania Gospodarczego. W 1969 objął stanowisko przewodniczącego prezydium Miejskiej Rady Narodowej w Gdyni. Jeden z inicjatorów budowy Teatru Muzycznego w Gdyni. Jako jedyny przedstawiciel oficjalnych władz przyjął 15 grudnia 1970 delegację robotników Gdyni i podpisał z nimi pierwszy w historii PRL protokół porozumiewawczy. Uznał działalność Głównego Komitetu Strajkowego dla Miasta Gdyni za legalną i planował współdziałanie z nim. Na początku 1971 odrzucił propozycję objęcia funkcji I sekretarza Komitetu Miejskiego PZPR. W latach 1972–1976 pełnił mandat poselski na Sejm PRL VI kadencji, zasiadał w Komisjach Budownictwa i Gospodarki Komunalnej oraz Spraw Zagranicznych. Od 1973 do 1977 pełnił funkcję wicewojewody gdańskiego. W okresie 1977–1980 był konsulem generalnym PRL w Montrealu, a w latach 1980–1990 dyrektorem Biura „Miastoprojekt-Gdańsk”. Pochowany na cmentarzu Witomińskim w Gdyni (kwatera 12-6-36).

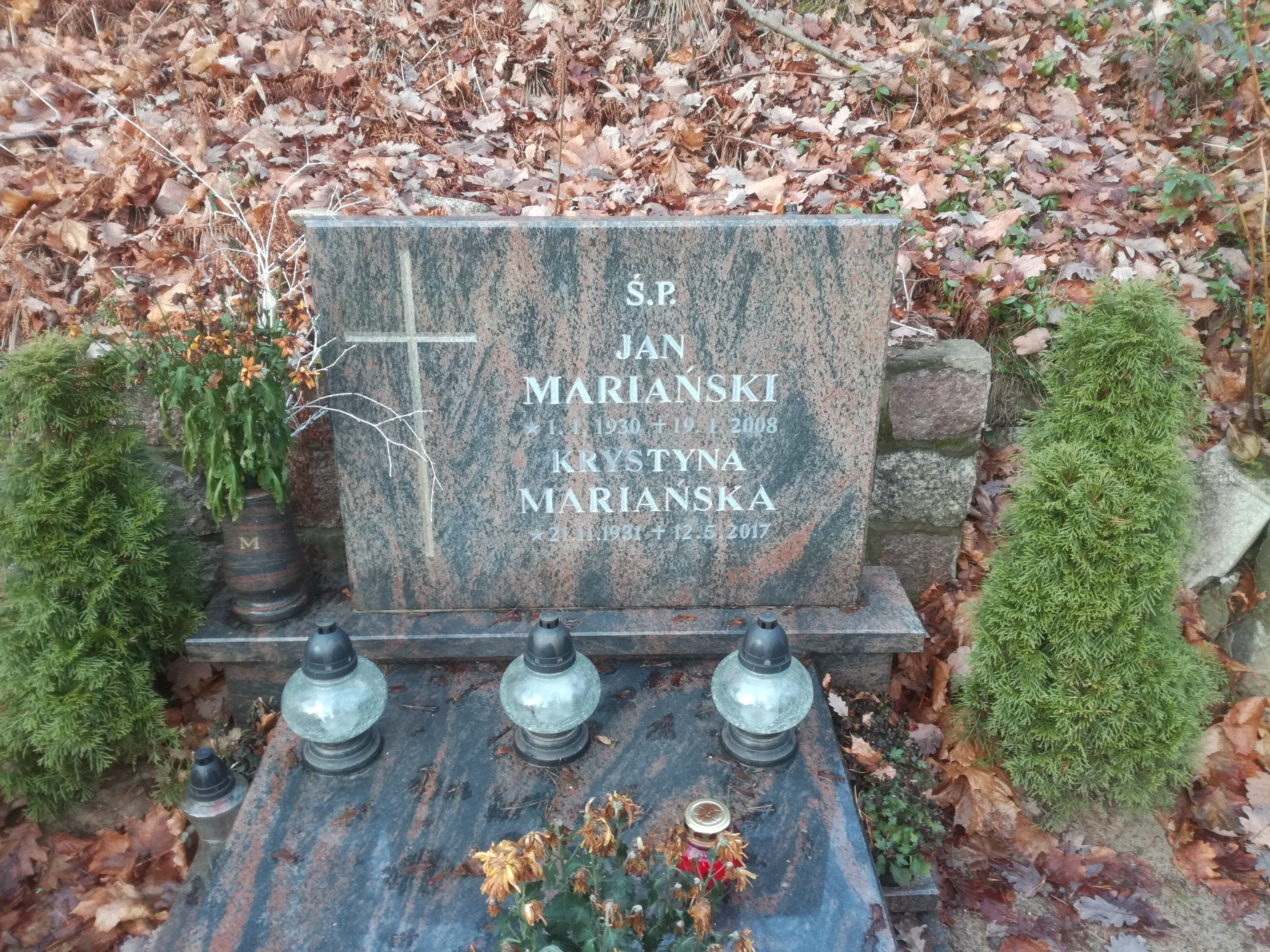
Grób Jana Mariańskiego na cmentarzu Witomińskim

## Odznaczenia
- Srebrny Krzyż Zasługi
- Medal „Za zasługi dla obronności kraju”
- Złote Odznaczenie im. Janka Krasickiego[2]